# Ravne
Ravne é uma vila localizada no município de Ajdovščina na Eslovênia. Possuía uma população estimada de 142 habitantes em 2020.